# Георги Димов (филолог)
Вижте пояснителната страница за други личности с името Георги Димов.
Георги Христов Димов е български филолог, професор.

## Биография
Роден е на 14 март 1918 г. в с. Покрован, Ивайловградско. Завършва средно образование през 1937 г. и специалност романска филология в Софийския университет през 1941 г. Специализира в Италия (1942-1943).
Работи като учител в Народна мъжка гимназия „Христо Кърпачев“ (Ловеч) (1947-1949). Преминава на научна работа. Асистент, старши научен сътрудник, професор от 1967 г. Заместник-директор на Института за литература при БАН (1966-1974). Заместник-директор (1974-1986) и директор (1986-1988) на Единния център за език и литература.
Един от основателите на Великотърновския университет „Св. св. Кирил и Методий“. Ръководител на катедра „История и теория на литературата“. Ректор на ВТУ (1968-1970).
Заместник главен редактор на сп. „Литературна мисъл“. Гостуващ професор по сравнителна история на българската литература в университетите в Неапол, Рим, Пиза и Болоня. Участник в международни научни форуми в Москва, Киев и Тбилиси.
Автор на изследвания в областта на възрожденската литература, на биографиите на Иван Шишманов и Михаил Арнаудов. Участник в издирването и обнародването на архива на Георги Раковски и документите на Българското книжовно дружество.